# Helene Jarmer
Helene Jarmer, née le 8 août 1971 à Vienne, est une femme politique autrichienne, membre des Verts - L'Alternative verte et députée au Parlement autrichien depuis le 10 juillet 2009. Elle est la troisième élue sourde en Europe à siéger dans une assemblée (respectivement premier et deuxième élus : Ádám Kósa et Helga Stevens).

## Biographie
Helen Jarmer voit le jour du 8 août 1971 à Vienne, Autriche, ses parents sont sourds mais Helene est née entendante. À l'âge de deux ans, elle devient sourde après un accident de voiture.

### Fonctions politiques
Helene Jarmer est secrétaire général de l'Association autrichienne des Sourds (1997-2001) et membre du Forum libéral. En 1999, elle est candidate au Parlement autrichien. Elle n'y est pas élue. Depuis 2001, elle est la présidente de l’association des sourds d'Autriche : Österreichischer Gehörlosenbund (OEGLB).
Elle rejoint le parti des Verts - L'Alternative verte. Le 10 juillet 2009, sa compatriote Ulrike Lunacek élue le 7 juin au Parlement européen, cède sa place à Helene Jarmer qui devient ainsi la première députée sourde au Parlement autrichien.

Elle est réélue en septembre 2013,.

### Parcours professionnel
Elle est professeur de mathématiques et de dessin. Elle enseigne à l'université de Vienne à partir de 1999 dans le domaine de l'enseignement adapté, puis est de 2004 à 2007 enseignante à l'École supérieure de pédagogie de l'université.

### Nom-signé
Son nom-signe est « cheveux longs », même si aujourd'hui elle porte les cheveux courts.